# Hope Street: Wie ich einmal englischer Meister wurde
Hope Street (Untertitel: Wie ich einmal englischer Meister wurde) ist ein autobiographisches Buch von Campino. Es erschien am 5. Oktober 2020 im Piper Verlag.

## Inhalt
Hope Street sollte zunächst ein Sachbuch über den FC Liverpool werden, dem Campino seit seiner Kindheit als Fan anhängt. Campino berichtet in dem Buch über seine deutsch-englische Wurzeln: die Geschichte seiner Eltern und wie es war, als Sohn eines deutschen Vaters und einer englischen Mutter in Düsseldorf aufzuwachsen, und wie er in diesen Jahren viel Zeit mit seiner Verwandtschaft in England verbrachte. Daneben wird Bezug auf die Premier-League-Saison 2019/20 genommen, in der der FC Liverpool nach 30 Jahren erstmals wieder englischer Fußballmeister wurde.

## Hörbuch
Das von Campino eingesprochene Hörbuch zu Hope Street enthält das Lied Long Way from Liverpool von Die Toten Hosen, zwei Coverversionen, die Campino zusammen mit Andreas von Holst einspielte: Penny Lane von The Beatles, Hope Street (Originaltitel: No Hope Street) von T. V. Smith und die Hymnen des FC Liverpool, Ferry Cross the Mersey, Poor Scouser Tommy und You’ll Never Walk Alone.

## Lesetour
Im Sommer 2021 ging Campino auf Lesetour in Deutschland, Luxemburg, Österreich und der Schweiz. Er wurde musikalisch von dem Gitarristen Andreas von Holst begleitet.

## Rezension
Der Literaturkritiker Denis Scheck bewertete Hope Street in seiner am 23. November 2020 ausgestrahlten Fernsehsendung Druckfrisch positiv und beschrieb die darin geschilderte „Hass-Liebe“ von Campino zu seinen Eltern, einem Stalingrad-Veteranen und späteren Richter und einer englischen Lehrerin, als „elektrisierend spannend“.